# Holubî, Dubno
Holubî (în ucraineană Голуби) este un sat în comuna Șepetîn din raionul Dubno, regiunea Rivne, Ucraina.

## Demografie
Componența lingvistică a localității Holubî
     Ucraineană (97,14%)
     Rusă (1,43%)
     Română (1,43%)
Conform recensământului din 2001, majoritatea populației localității Holubî era vorbitoare de ucraineană (97,14%), existând în minoritate și vorbitori de rusă (1,43%) și română (1,43%).